# Heimo Diller
Heimo Diller (* 1932 in Klagenfurt; † Dezember 2021) war ein österreichischer Basketballspieler.

## Leben
Diller, der zunächst Leichtathletik betrieb sowie Faustball und Handball spielte, zog im Alter von 17 Jahren nach Salzburg. 1952 war er an der Gründung des Basketballvereins UBBC Salzburg beteiligt. Der zwei Meter große Diller war zwischen 1953 und 1974 Spieler des UBBC. 1955 und 1958 wurde er mit der Mannschaft jeweils Zweiter der österreichischen Meisterschaft.
Ab 1959 war er mit den Salzburgern in der neugegründeten österreichischen Staatsliga vertreten. Der Linkshänder, bekannt für seine ungewöhnliche Wurftechnik, war in den Spieljahren 1959/60, 1960/61 sowie 1962/63 jeweils bester Korbschütze der höchsten Liga Österreichs. Diller, der mehrmals Angebote aus Wien erhielt, diese aber ausschlug, bestritt in den Jahren 1959 und 1960 insgesamt sieben A-Länderspiele und gehörte zur österreichischen Auswahlmannschaft, die an der Ausscheidungsrunde für die Olympischen Sommerspiele 1960 teilnahm.
Der beruflich im Bankwesen beschäftigte Diller war zwischen 1972 und 1981 Sektionsleiter beim UBBC Salzburg.